# 貝內特群島
貝內特群島（英語：Bennett Islands），是南極洲的群島，位於葛拉漢地西岸的盧貝海岸，處於利亞德島西南面，在1937年2月由英國探險隊發現和繪入地圖，現時由南極條約體系管理。